# Saint-Adolphe-d'Howard
Pour les articles homonymes, voir Howard et Saint Adolphe.
Saint-Adolphe-d'Howard est une municipalité dans la municipalité régionale de comté (MRC) des Pays-d'en-Haut au Québec (Canada), située dans la région administrative des Laurentides. 

## Toponymie
Elle est nommée en l'honneur de l'abbé Adolphe Jodoin et de sir Frederic Howard.

## Histoire
En 1983 Saint-Adolphe a fêté son centenaire, plusieurs activités furent organisées afin de commémorer l'établissement des premiers colons.

## Géographie
La municipalité est située au sud-est de Sainte-Agathe-des-Monts, et au nord de Morin-Heights.
La rivière aux Mulets traverse la municipalité du nord-ouest vers l'est.
La rivière à Simon traverse la pointe sud-est de la municipalité vers le nord-est.

## Démographie
| 1991  | 1996  | 2001  | 2006  | 2011  | 2016  | 2021  | 2024  | 2025  |
| ----- | ----- | ----- | ----- | ----- | ----- | ----- | ----- | ----- |
| 2 263 | 2 632 | 2 684 | 3 563 | 3 702 | 3 509 | 3 824 | 3 821 | 3 930 |

## Administration
Lors des élections municipales de 2017, dans une course à la mairie opposant quatre candidats, Claude Charbonneau a été élu avec 663 voix. Claude Charbonneau succède à Lisette Lapointe, ancienne députée péquiste de Crémazie qui fut en poste à la mairie de la municipalité de 2013 à 2017 .
Le conseil municipal issu des élections de 2017 est le suivant :
- Claude Charbonneau, maire
- Mylène Joncas, conseillère, siège 1
- Daniel Millette, conseiller, siège 2
- Isabelle Jacques, conseillère, siège 3
- Dre. Chantal Valois, conseillère, siège 4
- Monique Richard, conseillère, siège 5
- Serge St-Pierre, conseiller, siège 6

| Saint-Adolphe-d'Howard Maires depuis 2001                                                                            |                    |         |          |
| Élection | Maire              | Qualité | Résultat |
| 2001 | Jean-J. Brossard   |         | Voir     |
| 2005 | Pierre Roy         |         | Voir     |
| 2009 | Réjean Gravel      |         | Voir     |
| 2013 | Lisette Lapointe   |         | Voir     |
| 2017 | Claude Charbonneau |         | Voir     |
| 2021 | Claude Charbonneau | Voir    |          |
| Élection partielle en italique Depuis 2005, les élections sont simultanées dans toutes les municipalités québécoises |                    |         |          |

## Attraits
Nichée au cœur d'un paysage de lacs et de montagnes et située à seulement 85 km de Montréal, Saint-Adolphe-d'Howard a fait sa marque depuis plusieurs décennies comme lieu de villégiature prisé des Laurentides. La municipalité compte entre autres sur ses 85 lacs afin d'attirer une clientèle à la recherche de plaisirs nautiques. L'hiver, la station Mont-Avalanche accueille les adeptes de sport de glisse tandis que le Centre Plein air propose aux randonneurs plusieurs circuits de sentiers pédestres et de ski de fond offrant des points de vue intéressants sur les paysages de Saint-Adolphe.
La vie culturelle, sportive et récréative de la Municipalité de Saint-Adolphe est riche et diversifiée. Les activités du Camp musical des Laurentides, les expositions d'Arts et culture Saint-Adolphe, de même que plusieurs concerts de musique classique s'offrent aux résidents et visiteurs durant la belle saison. Le volet sportif occupe également une place de choix, notamment avec le Festival de Triathlon d'hiver en février et la Traversée des Trois lacs en juillet.

## Anecdotes
L'ancien premier ministre du Canada, Pierre Elliott Trudeau y possédait une résidence secondaire sur les rives du lac du Cœur, dont la propriété a été cédée à ses deux fils, Alexandre et Justin, quinze ans après son décès.
Lors de la guerre froide entre le bloc de l'Est et de l'Ouest, dans les années 1950 aux années 1980, Saint-Adolphe-d'Howard accueillait la base militaire du Lac-Saint-Denis, une base de NORAD qui effectuait la surveillance aérienne de la région de Montréal et du sud-ouest du Québec. Elle fut démantelée un peu avant la fin de la guerre froide. Il reste encore des vestiges de l'occupation militaire canadienne sur la montagne du Lac-St-Denis.

## Éducation
Située au centre du village, au 110 rue du Collège, l'école primaire de Saint-Adolphe-d'Howard accueille, depuis la rentrée 2019, les élèves de niveaux maternelle, première, deuxième, troisième et quatrième année.
La Commission scolaire des Laurentides administre l'école primaire de Saint-Adolphe-d'Howard, de même que les écoles francophones suivantes, qui desservent aussi la clientèle jeune de Saint-Adolphe-d'Howard.
- École primaire Notre-Dame-de-la-Sagesse à Sainte-Agathe-des-Monts (primaire, secteurs nord et centre)
- École primaire Saint-Sauveur, pavillon Marie-Rose, à Saint-Sauveur (secteur sud)
- École secondaire polyvalente des Monts, Sainte-Agathe, tous les secteurs. Programmes régionaux spéciaux offerts.

La Commission scolaire Sir Wilfrid Laurier administre les écoles anglophones:
- Académie Sainte-Agathe (servi a des parties du nord) à Sainte-Agathe-des-Monts (primaire et secondaire)[8]
- École primaire Morin-Heights (servi a des parties du sud) à Morin-Heights[9]
- École secondaire Laurentian Regional (en) (servi a des parties du sud) à Lachute[10]

## Jumelage
La municipalité est reliée à la commune d'Anthy-sur-Leman, dans la Région Rhône-Alpes, en France.